# New York-serien
Newyork-serien är en uppsättning svenska, elektriska belysningsarmaturer som ursprungligen togs fram till världsutställningen i New York 1939. New York-serien var resultatet av ett samarbete mellan beställaren Åtvidabergs industrier, arkitekt Carl-Axel Acking som formgav armaturerna och Bröderna Malmströms metallvarufabrik som konstruerade och tillverkade belysningen till svenska Newyork-utställningen. Den mest kända armaturen i Newyork-serien, taklampan nr 958 med hiss, producerades mellan 1939 och 1974.

## Historia

### Världsutställningen
Belysningsproducenten Bröderna Malmströms fick i uppdrag av Sven Markelius, som var huvudarkitekt för den svenska New York-utställningen 1939, att planera och tillverka belysningen till området. Arkitekt Carl-Axel Acking fick specialuppdraget av kontorsmöbelföretaget Åtvidabergs industrier att inreda generalkommissariatet på paviljongen där diplomat Folke Bernadotte med personal hade sina arbetsrum och representationslokaler. Bernadottes tjänsterum utformades som ett eget utställningsobjekt. Uppdraget innefattade utformning av möbler, mattor, belysningsarmaturer, textilier, dricksglas och andra detaljer. Acking ritade en ny typ av moderna armaturer som kom att bli stilbildande inom svensk formgivning. Inredningen av kommissariatet spelade en betydelsefull roll eftersom rummen användes för att ta emot utländska gäster som ville göra affärer med Sverige och svenska företag.

### Produkterna
Carl-Axel Acking hade redan börjat experimentera med finperforerade mässingsreflektorer. Den idén tog han med sig till New York i utformningen av en golvarmatur och en takpendel med tre ljuspunkter vardera. Golvarmaturen (nr 2633) fick tre uppåt riktade, blankpolerade och perforerade mässingsreflektorer för att skapa indirekt, bländfritt ljus i rummet. Reflektorerna arrangerades som de tre kronorna i Sveriges heraldiska nationalsymbol. Takpendeln (nr 958) konstruerades som en hissarmatur, där höjden alltså kunde varieras, med tre nedåt riktade, blankpolerade och perforerade reflektorer samt perforerade bländskydd.
Taklampan hade tillsammans med perforeringen av reflektorerna ytterligare en ny formgivningsidé. Reflektorerna ställdes i vinkel och kapades i en horisontell linje undertill vilket gjorde att tvärsnittet bildade en oval form i horisontalplanet. Vertikalplanets silhuett av reflektorerna bildade från sidan samtidigt en mycket signifikant, utåt riktad spets samt en rundad form på motstående sida in mot armaturens stam. Reflektorernas form och proportioner, uppburna av mjukt bockade mässingsrör, ger produkten en särskild karaktär och leder ljuset ur armaturen i en tydlig riktning. Även de perforerade bländskydden är snedkapade för att undvika obehagsbländning.
Den nya idén med New York-armaturens perforering och snedkapade, dubbla reflektorer togs sedan vidare och utvecklades till en serie belysningsprodukter för tak, golv och vägg. Perforeringen ansågs göra belysningen ”livligare”. Principen med dubbla reflektorer för att undvika bländning hade Bröderna Malmströms använt sig av i produktionen av tennisarmaturer sedan år 1931.
Carl-Axel Acking samarbetade med garverier i utformningen av sina möbler vilket även kom till uttryck på belysningsprodukterna. Golvlampan nr 2645 var den första belysningsarmaturen i Sverige som utfördes med pelare klädd i läder.
Efter världsutställningen katalogfördes armaturerna i New York-serien och såldes på flera marknader. Den allra första i serien, takarmatur nr 958, var också den allra sista. Den var i produktion i över 30 år. Produkterna i New York-serien har efterhärmats av flera tillverkare i belysningsbranschen.

### Konstruktionen
Ackings formritning och fabrikens konstruktionsritning av takpendel nr 958 skiljer sig åt på det sättet att formritningen visar produktens avsikt, proportioner och ungefärliga mått medan konstruktionsritningen innehåller exakta vinklar, mått, avstånd och gängstorlekar. Det går inte att tillverka avancerade armaturer av den här typen från formritningar. Konstruktionsarbetet med produktionstekniska överväganden, beslut och kompromisser, samt tillverkning av jiggar, fixturer och schabloner som behövs för att åstadkomma en ekonomiskt effektiv serietillverkning, är en stor del av designarbetet.
Konstruktionen är så utförd att det med rätt verktyg går att montera isär armaturen och utan problem montera ihop den igen. Konstruktionsdetaljerna består av trycksvarvad mässingsplåt, mässingsgjutgods och mässingsrör samt egentillverkade, S-märkta lamphållare med gänga E27. Hissarmaturernas motvikter innehåller blykulor i rätt mängd för att hålla konstruktionen i balans. Hissanordningens hjultrissor är tillverkade av trä.
Ytbehandlingen av produkterna i New York-serien är högglanspolering och fernissning samt på reflektorerna invändigt vit lackering. Bröderna Malmströms beskrivning av New York-serien i katalogerna lyder bland annat ”de snedskurna reflektorerna äro perforerade vilket vid belysning ger en synnerligen god effekt”.
Konstruktionsritningarna utfördes av Carl Malmström (1916–2008) på Bröderna Malmströms ritkontor.

### Kultur
New York-seriens takarmatur nr 958 förekommer hemma hos den världsvana karaktären Leo Waller spelad av Georg Rydeberg i filmen Ombyte av tåg från 1943. Filmen regisserades av Hasse Ekman.
New York-seriens golvarmatur nr 2646 publicerades i oktober 2024 på omslaget till 35-årsjubileumsutgåvan av internationella inredningsmagasinet Elle Decor för ett designprojekt utfört av magasinets A-listade inredningsarkitekt engelska: Pierre Yovanovitch.

## Modeller
| Modell | Typ                                       | Ljuspunkter | Material        | Lansering | Kommentar                                                                        |
| ------ | ----------------------------------------- | ----------- | --------------- | --------- | -------------------------------------------------------------------------------- |
| 958    | Takarmatur med hiss och dubbelreflektorer | 3           | Mässing         | 1939      | Framtagen för världsutställningen, New York                                      |
| 2633   | Golvarmatur                               | 3           | Mässing, almträ | 1939      | Framtagen för världsutställningen, New York, uppåtriktat (indirekt) ljus         |
| 2634   | Bordsarmatur, utbalanserad med motvikt    | 1           | Mässing         | 1939      | Framtagen för världsutställningen, New York                                      |
| 2645   | Golvarmatur                               | 3           | Mässing, läder  | 1939      | Uppåtriktat (indirekt) ljus                                                      |
| 2646   | Golvarmatur                               | 1           | Mässing         | 1939      | Avbildad på omslaget till Elle Decor (US), okt 2024, uppåtriktat (indirekt) ljus |
| 983    | Takarmatur med dubbelreflektorer          | 8           | Mässing         | 1940      | Framtagen för HSB:s huvudkontor, Stockholm                                       |
| 5019   | Väggarmatur                               | 1           | Mässing         | 1940      | Uppåtriktat (indirekt) ljus                                                      |
| 2676   | Golvarmatur                               | 1           | Mässing, glas   | 1942      | Reflektor av champagneöverfång                                                   |
| 1164   | Takarmatur med hiss och dubbelreflektorer | 5           | Mässing         | 1949      | Utformad som modell 958 men med 5 ljuspunkter istället för 3                     |

## Galleri

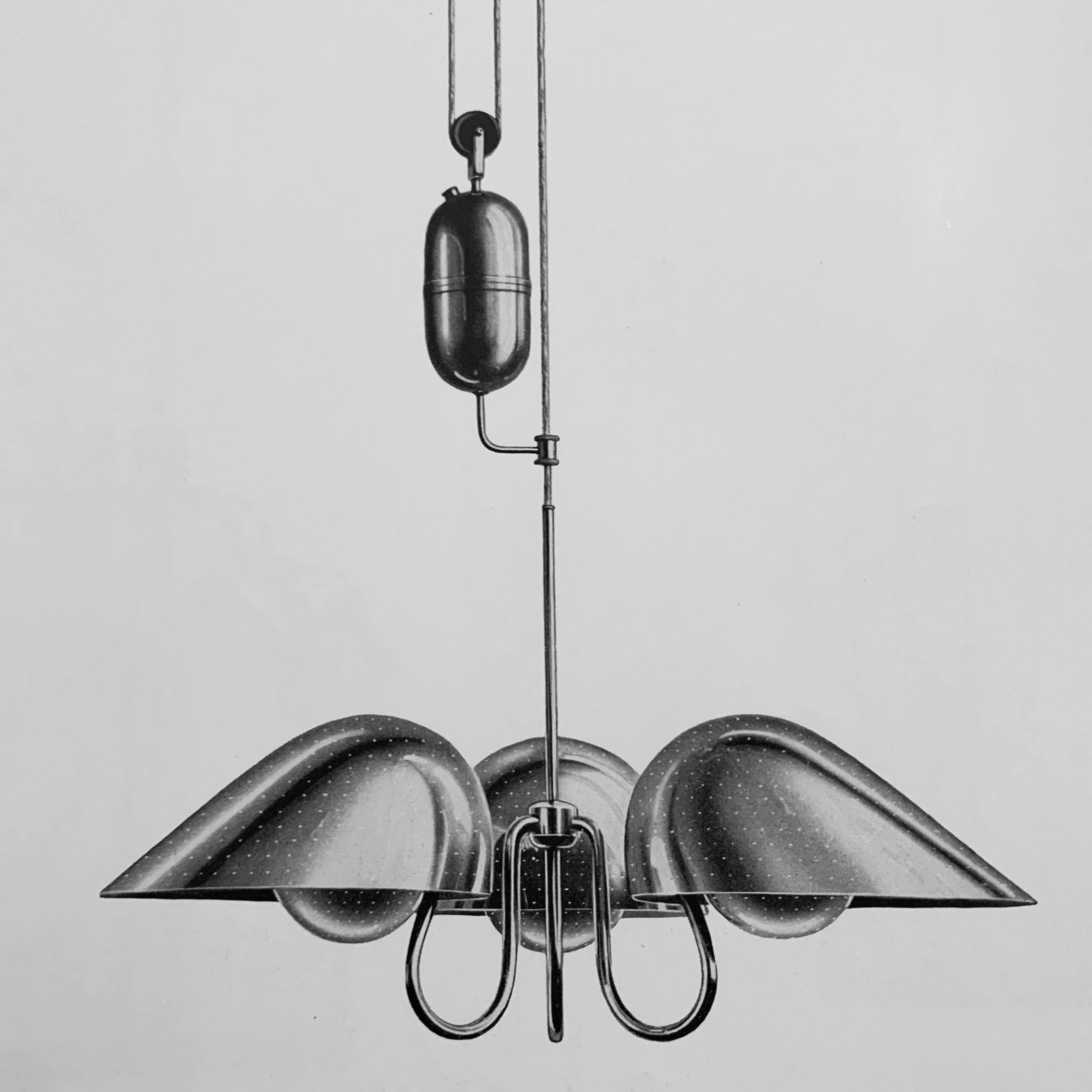
Nr 958, katalogutdrag (1939), där de dubbla reflektorerna avbildas.
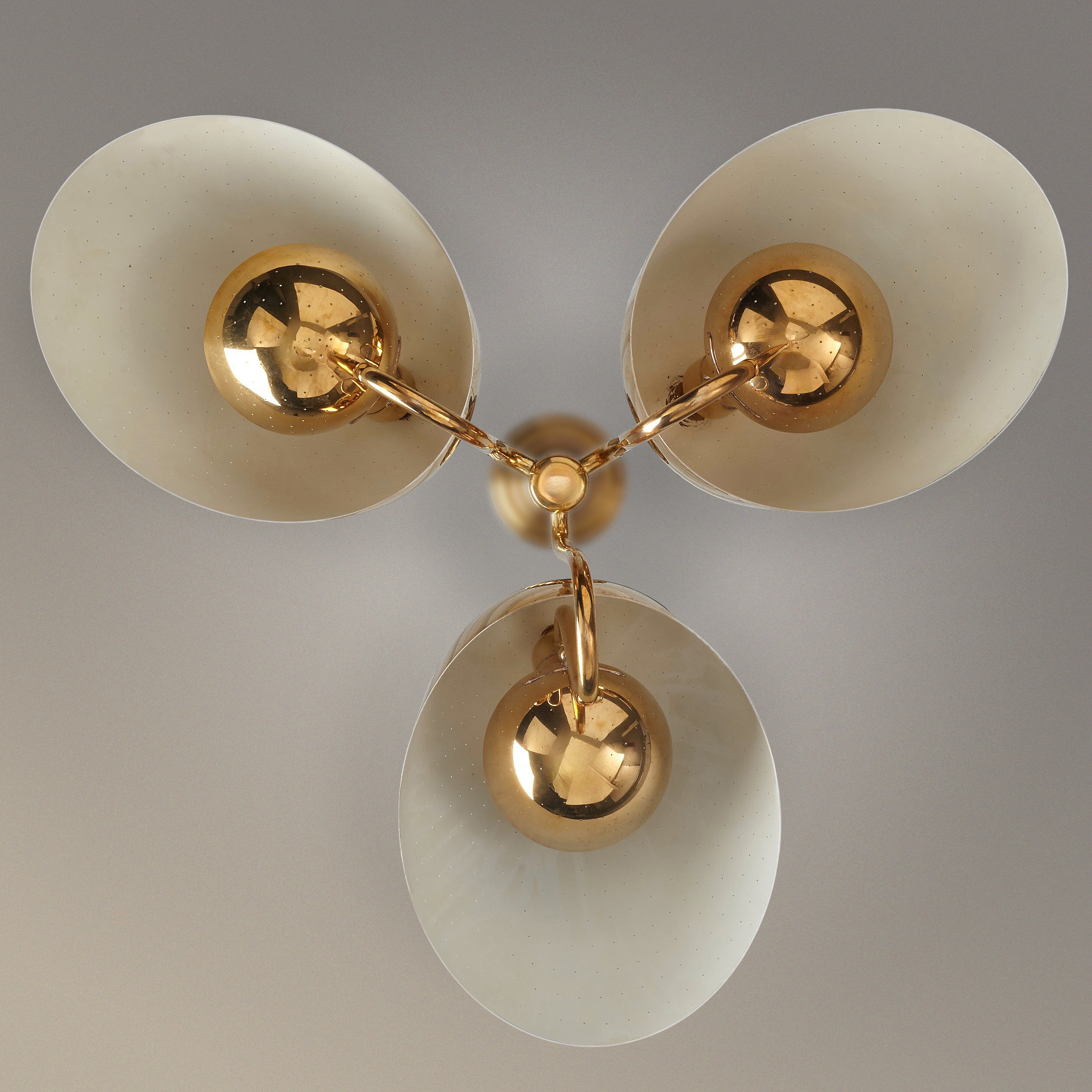
Nr 958 sedd underifrån, reflektorernas snedkapade tvärsnitt bildar ovala former.
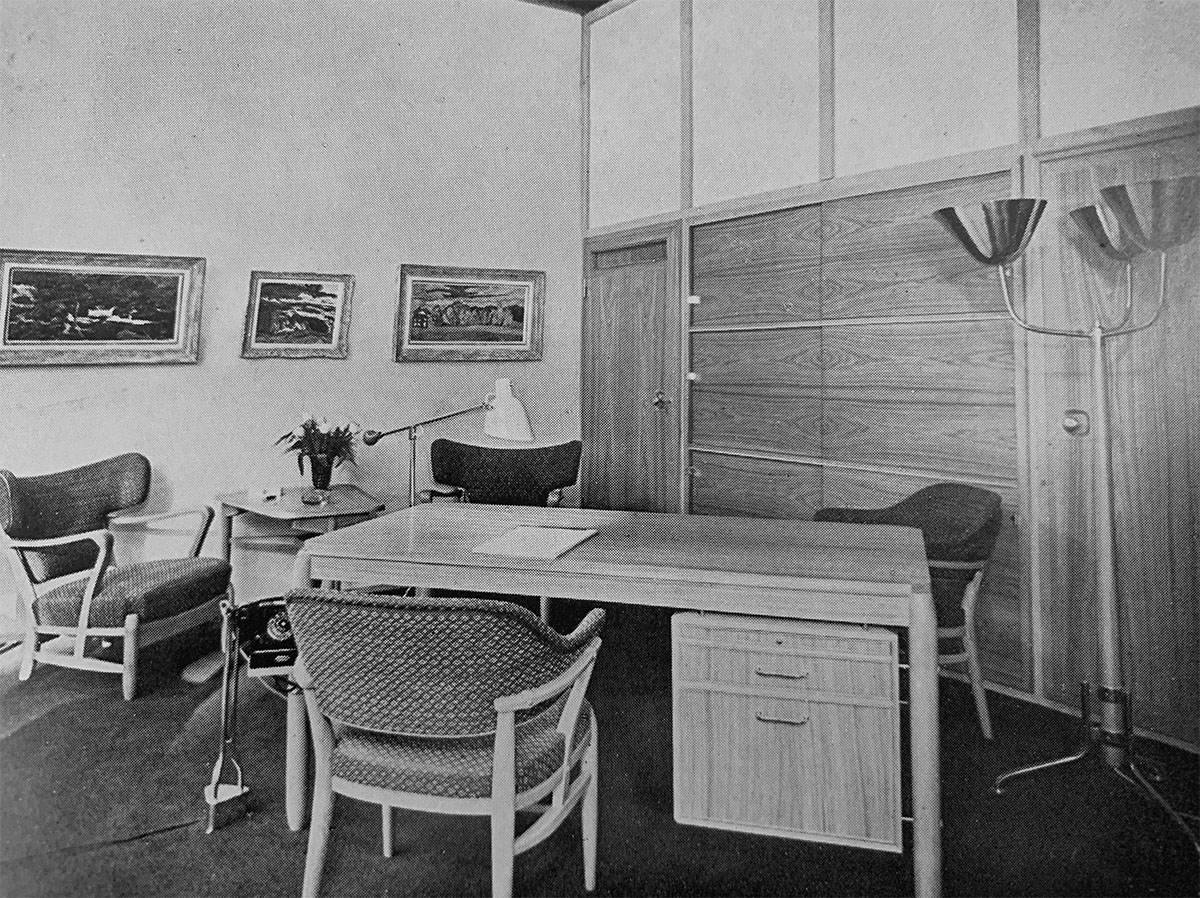
Nr 2633–2634 utställda på Åtvidabergs industriers exponeringsyta, Stockholm (1939).
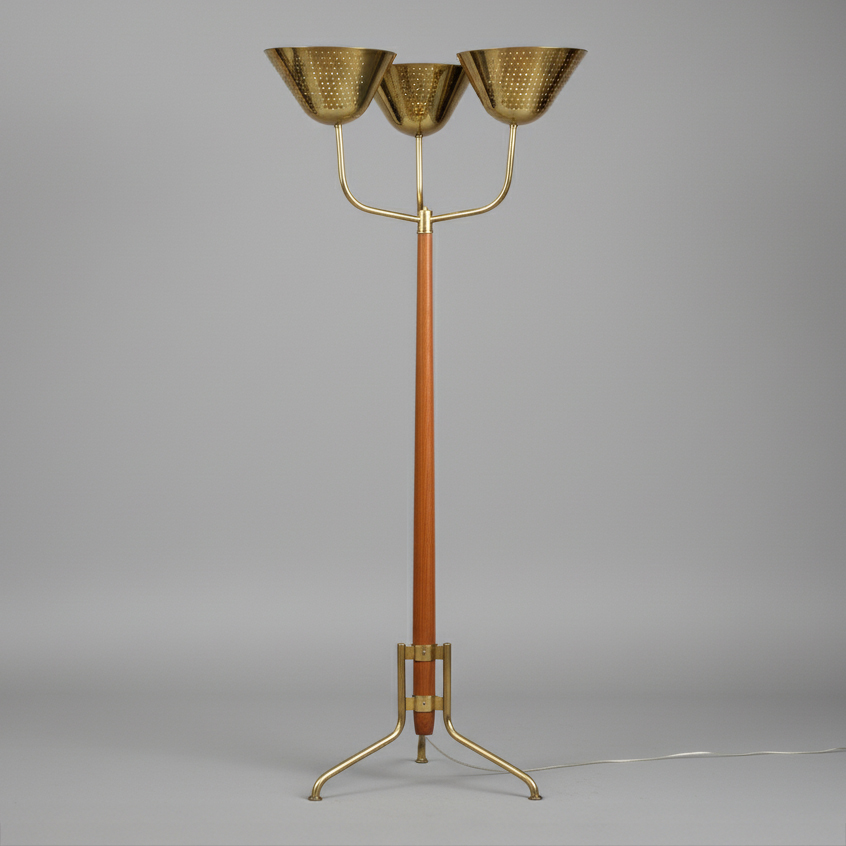
Nr 2633 med ”tre kronor”, indirekt belysning (1939).
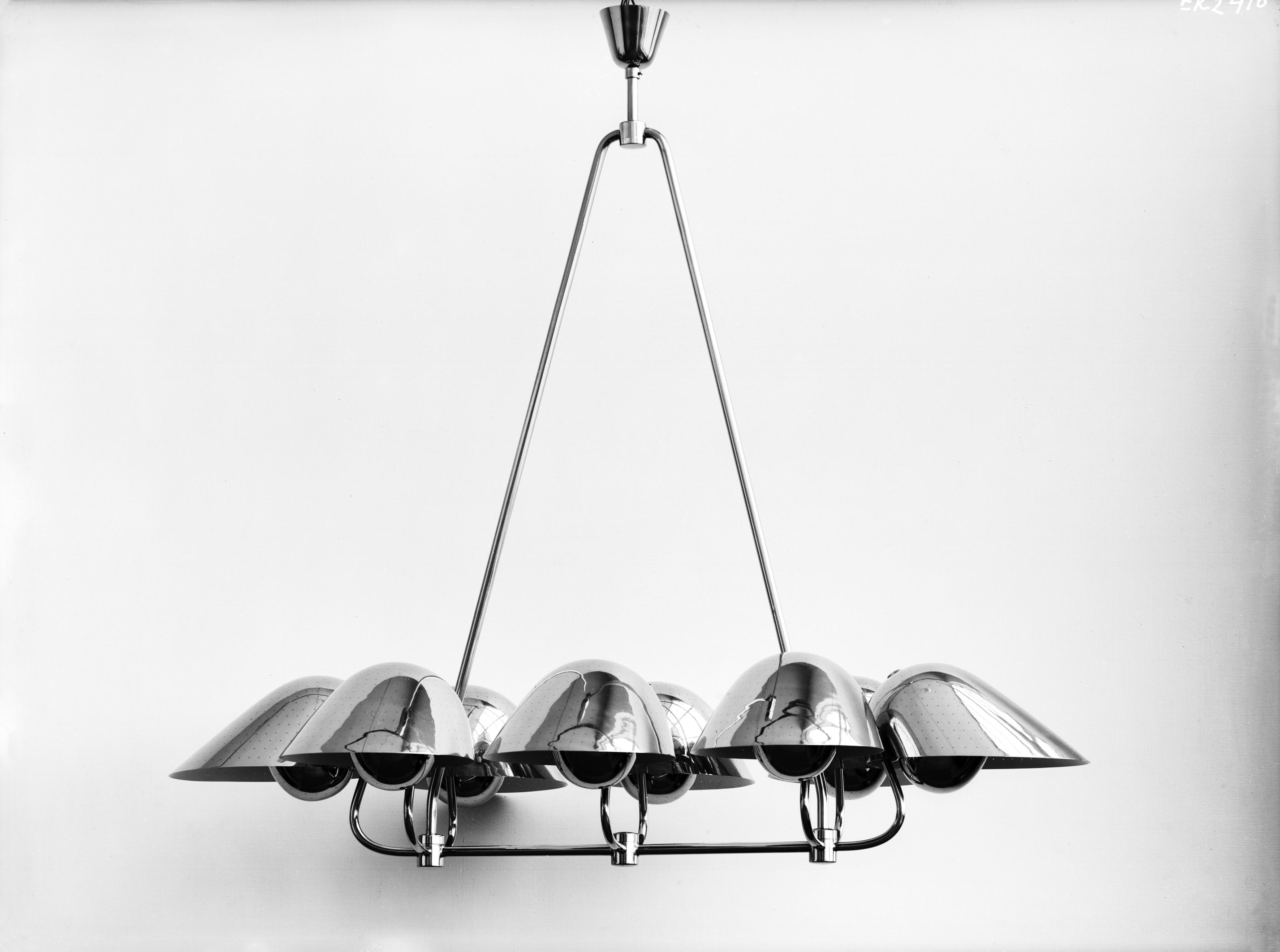
Nr 983, åtta ljuspunkter med dubbla reflektorer (1940)
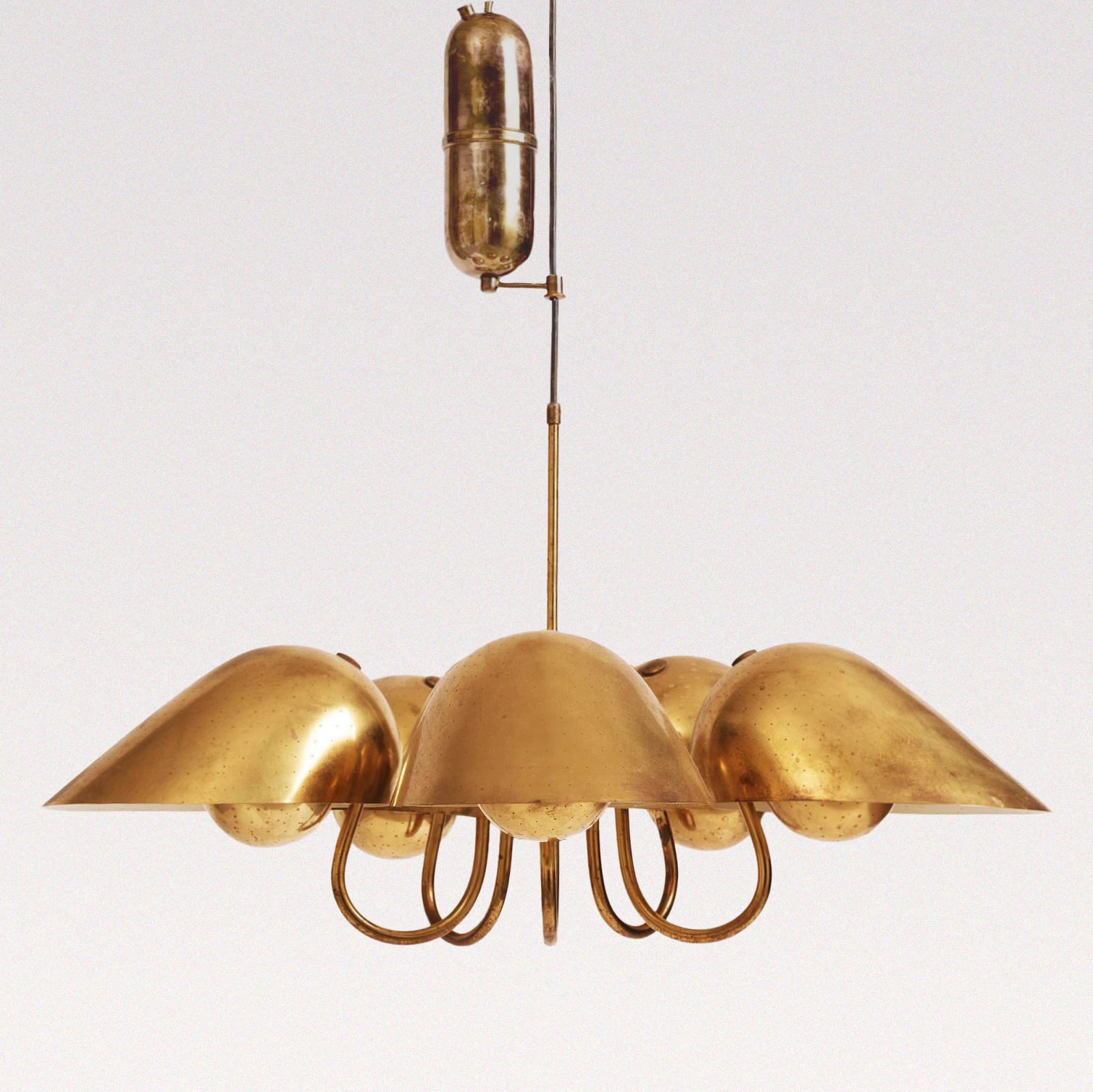
Nr 1164, fem ljuspunkter med dubbla reflektorer, katalogutdrag (1949).
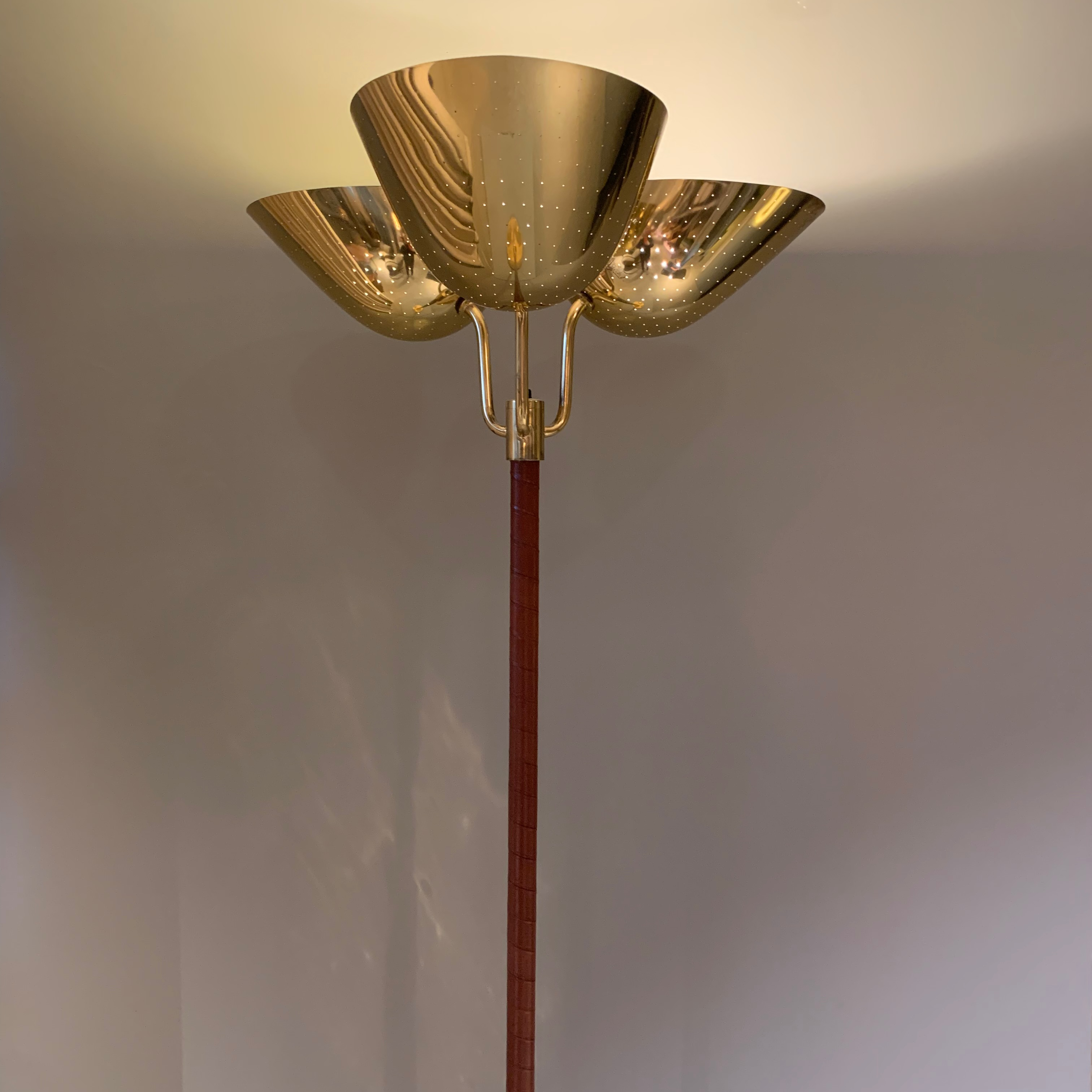
Nr 2645, indirekt belysning (2022).